# Laphria conopoides
Laphria conopoides är en tvåvingeart som först beskrevs av H. Oldroyd 1972.  Laphria conopoides ingår i släktet Laphria och familjen rovflugor. Inga underarter finns listade i Catalogue of Life.